# Sassello
Sassello ( Sascello in ligure, Sascè nella variante locale) è un comune italiano di 1 693 abitanti della provincia di Savona in Liguria.

## Geografia fisica
Il territorio di Sassello è situato vicino al confine tra Liguria (provincia di Savona e città metropolitana di Genova) e Piemonte (provincia di Alessandria), nel versante settentrionale dell'Appennino ligure, compreso tra il passo del Faiallo e il colle del Giovo. Inserito nel Parco naturale regionale del Beigua e attraversato dal torrente Erro, è una delle mete collinari preferite da savonesi e genovesi. Nel territorio comunale ricade una parte del lago dell'Antenna.
Sassello è meta di villeggiatura estiva per il suo clima relativamente fresco in estate (temperatura media di luglio +20,1 °C). Gli inverni sono caratterizzati da forti escursioni termiche tra giorno e notte (temperatura media giornaliera di gennaio +1,4 °C) con forti gelate notturne (record di -22.1° registrato nella notte del 6 febbraio 2012) e temperature diurne solitamente piuttosto miti.
A 803 m s.l.m. lungo l'alta valle del torrente Sansobbia, poco sotto il monte Beigua, si trova il lago Scanizzon, piccolo lago di probabile origine glaciale. Sul versante nord-orientale del Beigua, a 987 m s.l.m., è ubicata la torbiera del Laione.

## Storia

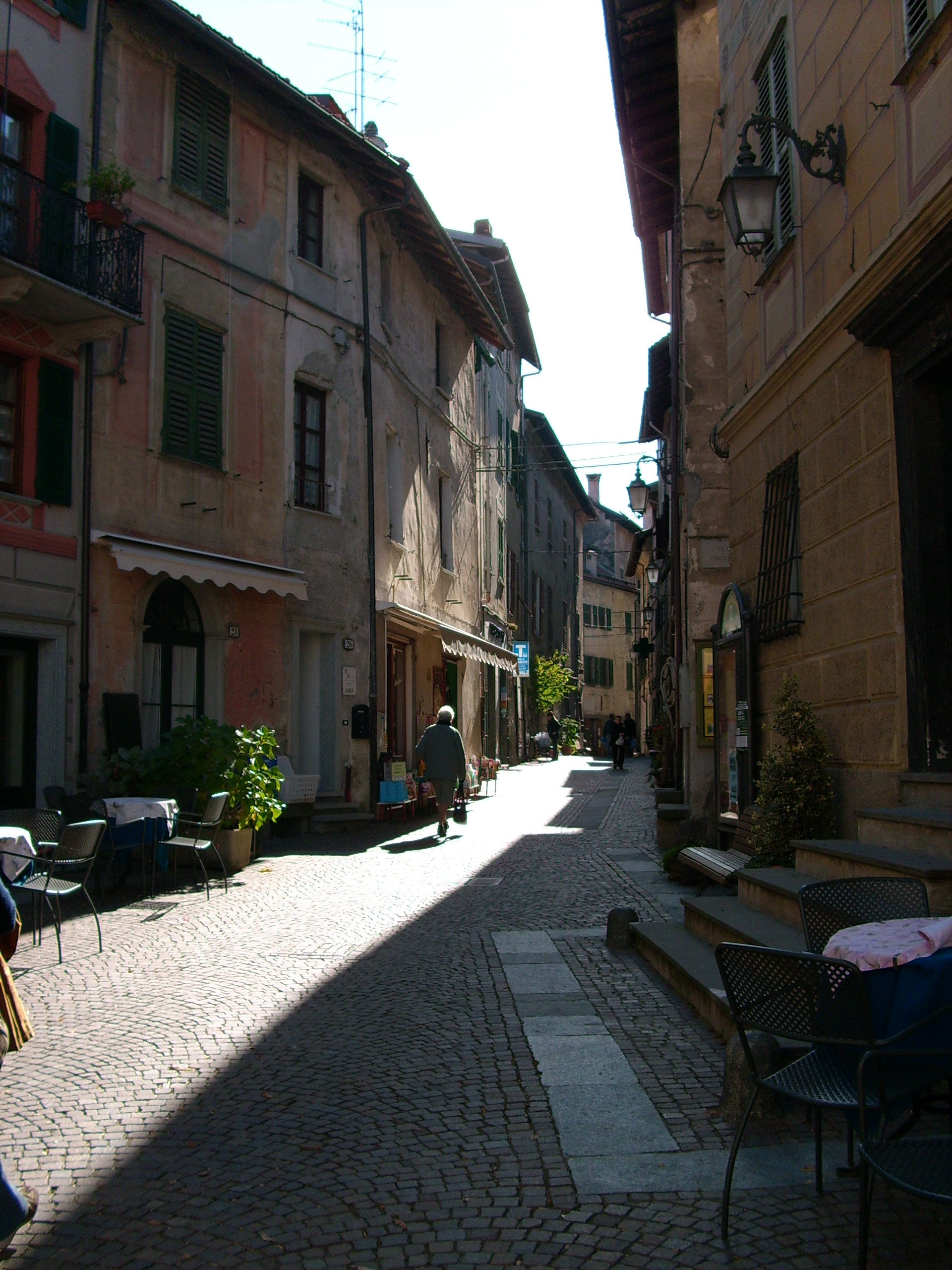
Il centro storico

Secondo la tradizione popolare, non supportate da alcun documento scritto, un primo insediamento sorse già in epoca preistorica e fu a Sassello che alcuni scampati dei Liguri Statielli trovarono rifugio dopo le incursioni dei Romani nelle terre tra le valli Stura e Bormida.
Venne quindi compreso nella Marca Aleramica e citato per la prima volta con il toponimo di Salsole nel diploma imperiale di Ottone I di Sassonia del 967. Già nel medioevo risulta soggetto alla giurisdizione ecclesiastica del vescovo di Acqui.
Dall'XI secolo rientrò nei possedimenti del Marchesato di Ponzone e furono proprio i marchesi, nel 1290, a vendere il borgo sassellese al genovese Branca Doria che si autoproclamò, senza un'ufficiale investitura, signore di Sassello. Durante la dominazione doriesca fu edificata nel primo decennio del XIV secolo il castello di Bastia Soprana e fu ancora un discendente di un altro ramo della famiglia Doria, Filippo, ad edificare intorno al 1450 presso Bastia Sottana una nuova fortificazione più a valle.
I rapporti tra la famiglia Doria e gli abitanti del borgo causeranno negli anni successivi confronti sempre più tesi e aspri che definitivamente scoppiarono nel 1593 con una rapida ribellione dei Sassellesi; secondo alcune fonti storiche saranno gli stessi Doria, per placare i dissidi politici tra le diverse casate nobiliari, a vendere il feudo di Sassello nel 1612 alla Repubblica di Genova.
Durante la dominazione genovese subì devastazioni e due incendi nel 1626 e nel 1672, a causa degli scontri tra la repubblica genovese e i Savoia, prontamente risanati con nuove ricostruzioni del borgo nelle forme e strutture odierne. Nei tre celebri scontri in epoca napoleonica - la prima e la seconda battaglia di Dego e di Montenotte del 1796 - il territorio fu interessato con alcuni fatti d'armi.
Con la caduta della Repubblica di Genova (1797), sull'onda della rivoluzione francese e a seguito della prima campagna d'Italia di Napoleone Bonaparte, il territorio del Sassello rientrò dal 2 dicembre 1797 nel Dipartimento del Letimbro, con capoluogo Savona, all'interno della Repubblica Ligure. È in questo periodo storico che l'allora frazione di Olba (già quartiere sassellese in epoca repubblicana genovese) si costituì comune autonomo; nel 1929 andò a costituire, assieme a Martina Olba, il comune di Urbe. Annesso al Primo Impero francese dal 28 aprile 1798 con i nuovi ordinamenti francesi, rientrò nel X Cantone, come capoluogo, della Giurisdizione di Colombo e dal 1803 centro principale del I Cantone di Savona nella Giurisdizione di Colombo. Dal 13 giugno 1805 al 1814 venne inserito nel Dipartimento di Montenotte.
Nel 1815 fu inglobato nel Regno di Sardegna, così come stabilì il Congresso di Vienna del 1814, e successivamente nel Regno d'Italia dal 1861. Dal 1859 al 1927 il territorio fu compreso nel III mandamento omonimo del circondario di Savona facente parte della provincia di Genova; nel 1927 anche il territorio comunale sassellese passò sotto la neo costituita provincia di Savona.
Tra la fine dell'Ottocento e l'inizio nel Novecento il territorio di Sassello fu interessato da spostamenti migratori verso le Americhe e, grazie al crescente sviluppo dell'industria, verso i grandi centri industriali della costa genovese e savonese. Subisce gli ultimi aggiustamenti al territorio comunale nel 1970 con la cessione di una zona di territorio in favore del comune di Pontinvrea. Dal 1973 al 30 aprile 2011 ha fatto parte ed è stata la sede legale della Comunità montana del Giovo.

### Ferriere
Il periodo d'oro della siderurgia sassellese va dal 1570 al 1670. La fase discendente coincide con la distruzione del paese nel 1672 ad opera delle truppe di Carlo Emanuele II di Savoia. Dopo varie vicissitudini nel 1858 Cavour fece chiudere definitivamente le Ferrerie.
La successione cronologica delle ferriere è la seguente: Reborgo, Giovo, Chiappino, Prato, Erro, Nuova e Tripalda. Percorrendo, invece, la strada provinciale 334 verso Sassello, si incontrano i resti delle ferriere in questa successione: Reborgo, Giovo, Nuova, Tripalda, Prato, Erro e Chiappino.

### Simboli
Stemma
Gonfalone
Bandiera

Lo stemma ufficiale è stato concesso con il decreto del Presidente del Consiglio dei ministri n° 2890-6 del 7 aprile 1952.

## Monumenti e luoghi d'interesse

### Architetture religiose

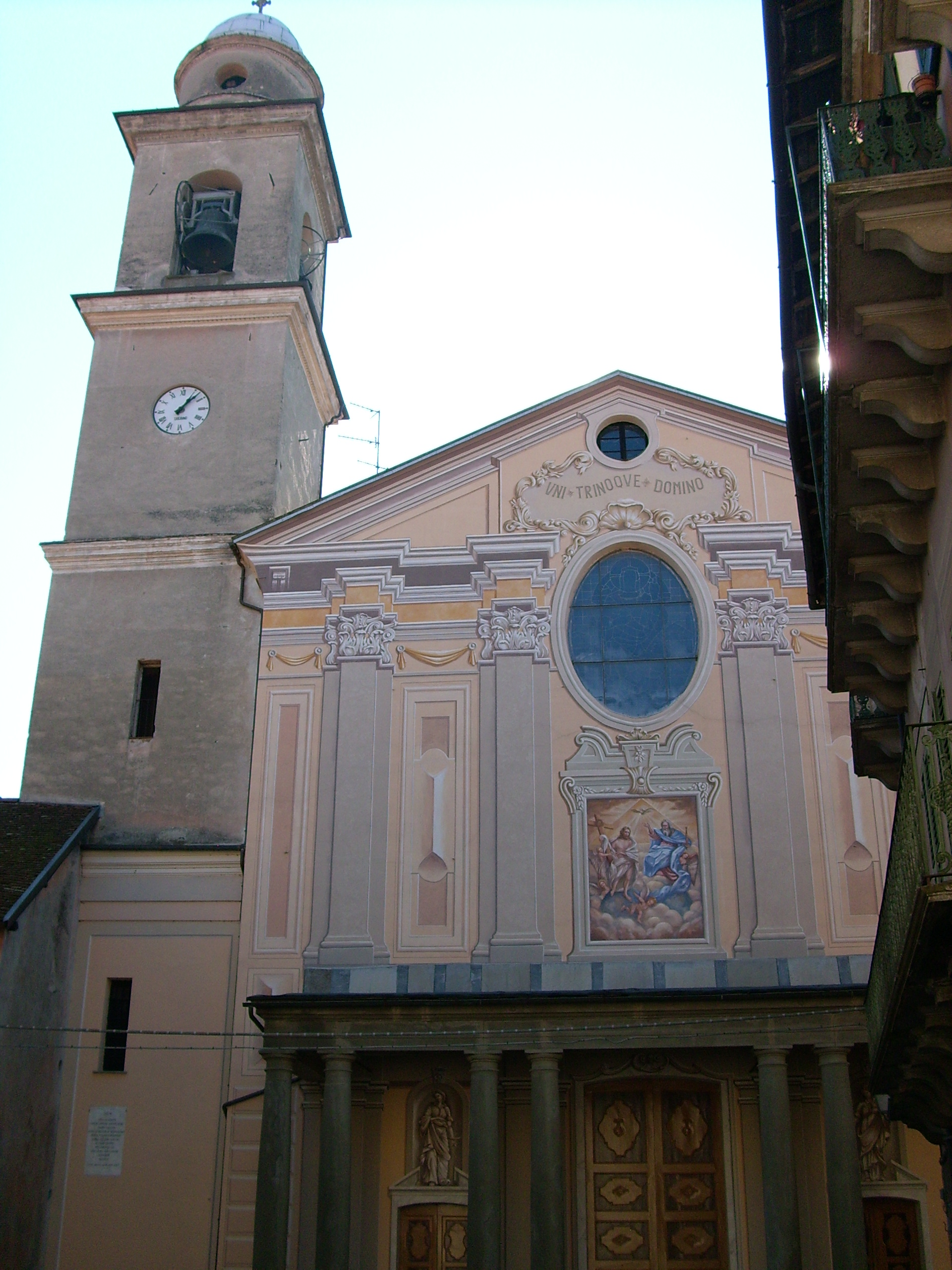
La chiesa della Santissima Trinità nel centro storico

- Chiesa parrocchiale della Santissima Trinità; situata nel centro storico, fu costruita tra il 1654 e il 1725; è preceduta da un colonnato e conserva pregiati affreschi del XVIII secolo di Paolo Gerolamo Brusco e diverse tele di scuola pittorica genovese del Seicento e Settecento. Con la chiesa di San Giovanni Battista costituisce la comunità parrocchiale del capoluogo.
- Chiesa di San Giovanni Battista, molto più antica della precedente, è il primo edificio di culto di Sassello, eretto nell'XI secolo ed in seguito più volte rimaneggiato perdendo così l'aspetto originario. Conserva tele del Cinquecento e del Seicento, così come alcune sculture di scuola genovese tra cui una statua di Anton Maria Maragliano.
- Basilica dell'Immacolata Concezione, posta di fronte all'odierno palazzo municipale, già palazzo Perrando, è un edificio religioso edificato tra il 1582 e il 1584, anticamente annesso ad un convento di frati minori. Conserva al suo interno una scultura del XVII secolo di Pasquale Navone, tele e affreschi di Lorenzo De Ferrari e Paolo Gerolamo Brusco.
- Chiesa di San Rocco, eretta nel 1630 con la conservazione di una tela attribuita a Domenico Piola, e l'oratorio dei Disciplinanti eretto nel XVII secolo con un gruppo ligneo del Maragliano; la chiesa di San Sebastiano, del 1637, antica guardiola del confine.
- Chiesetta di Sant'Antonio abate, presso il nucleo antico di Bastia Sottana, anticamente compresa entro le mura del castello edificato nel corso del Quattrocento dalla famiglia Doria. Pur notevolmente trasformata e ridotta, l'antica chiesa marchionale conserva al suo interno un dipinto della Madonna e santi del pittore Giovanni Battista Carlone.
- Cappella di Sant'Anna, sita lungo la vecchia strada di collegamento tra il centro di Sassello e la borgata di Bastia Soprana
- Cappella di San Pietro in località Badani
- Cappella della Madonna della Neve, di proprietà privata, posta ai margini dell'abitato sassellese.
- Cappella dei "Girasoli", nella campagna, a qualche centinaio di metri dal campo sportivo, risalente al 1854.
- Chiesa di San Bernardo Abate, sita nella frazione di Palo, è intitolata al santo Bernardo da Chiaravalle. L'edificio è menzionato per la prima volta in un documento del 1577 e conserva, dopo il rifacimento nel XX secolo, una facciata in stile neoromanico.
- Cappella di Santa Croce, ottocentesca, sita nei pressi della frazione, in località Chiappuzzo.
- Cappella della Madonna del Foresto, edificata nel 1807, sita lungo la strada per Urbe.
- Cappella di Punta San Michele, risalente al 1523, sita nella località di La Carta.
- Chiesa di San Donato, sita nella frazione comunale di Piampaludo, la cui edificazione potrebbe risalire al XVI secolo.
- Chiesa parrocchiale di Santa Maria Maddalena nella frazione di Maddalena.
- Cappella di Nostra Signora della Guardia, sita in località Dano e risalente al 1856.
- Cappella di San Bernardo, sita in località Cascinazza.
- Cappella di Nostra Signora della Misericordia, in località Roscina e risalente al 1800.
- Cappella di Mièra del 1881.
- Santuario di Nostra Signora Regina Pacis, presso il monte Beigua.
- Croce monumentale del Beigua.

### Architetture civili

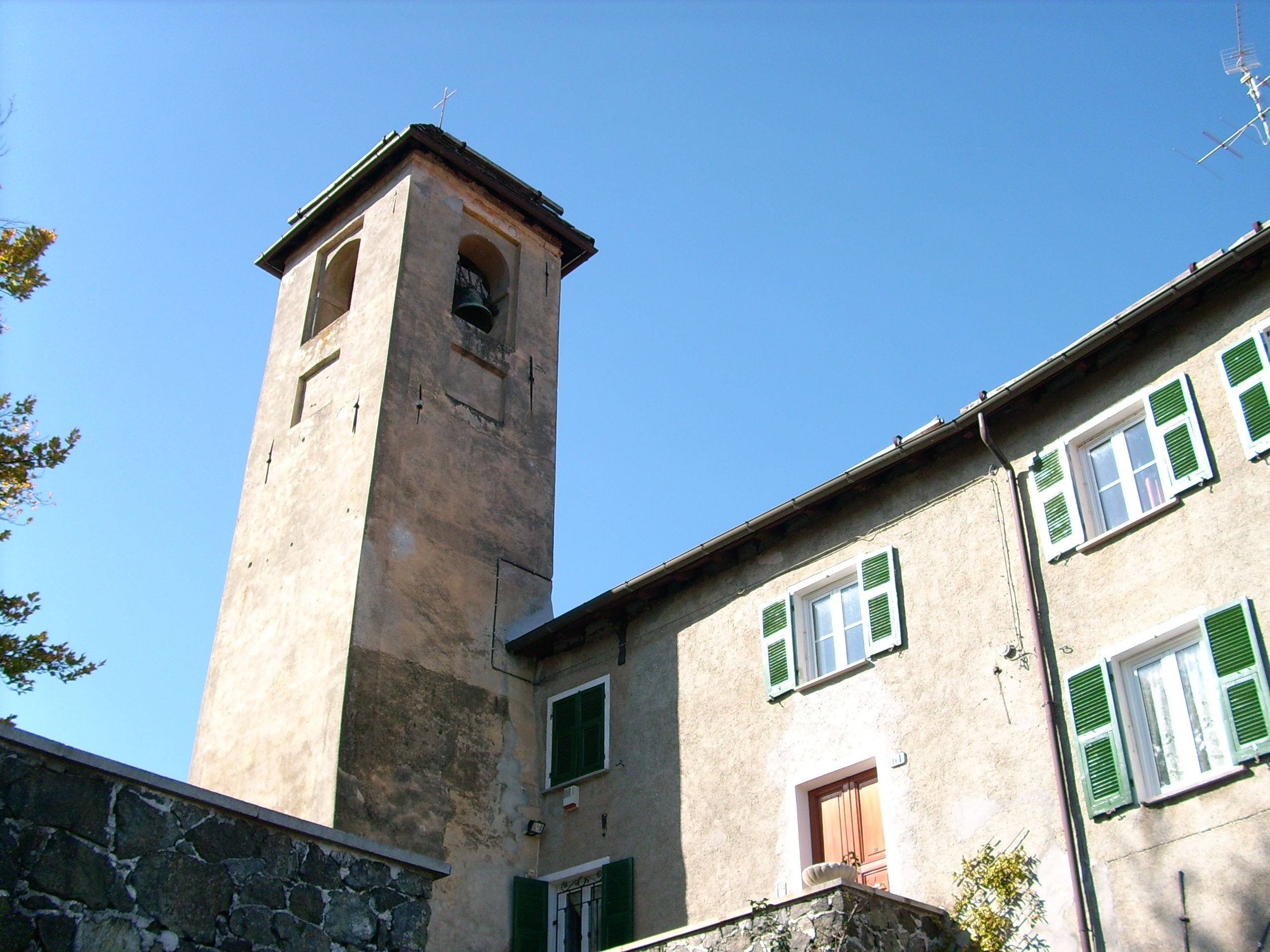
Scorcio di Bastia Sottana.

- Palazzo Doria-Perrando, edificato nel XVII secolo e rimaneggiato verso la metà del XIX secolo; il palazzo, sito nella piazzetta antistante la basilica dell'Immacolata Concezione, è oggi sede del municipio.
- Palazzo Gervino, dov'è stato allestito dal 2008 un centro visite dedicato ai temi della geologia e geomorfologia del territorio e del parco naturale regionale del Beigua.
- Ponte medievale, ubicato a poca distanza della chiesa di San Rocco.
- Palazzo del Rostiolo, settecentesco, sito a Piampaludo, in località Campazzo, ai confini con il comune di Urbe, oggi importante base scout Agesci, contiene la cappella di Santa Filomena.

### Architetture militari
Il condottiero Branca Doria, menzionato da Dante Alighieri in un canto dell'Inferno, autonominatosi Signore di Sassello, con alcuni esuli cittadini eresse presso l'attuale borgo di Bastia Soprana un castello dove già anticamente sorgeva una torre d'avvistamento. I successivi contrasti e le azioni contro Genova tra il Doria e la Repubblica di Genova porteranno quest'ultima ad un assedio della fortezza che fu rasa al suolo.
Nel 1450 fu invece il successore Filippo Doria ad erigere presso Bastia Sottana un nuovo castello, al quale si coagulò l'abitato. Divenuta la repubblica genovese proprietaria del borgo sassellese, la fortezza subì negli anni successivi gli scontri tra quest'ultima e il Ducato di Savoia nel 1672 e ancora nel 1747. Del primitivo castello di Bastia Soprana rimangono ad oggi su un'altura ad est dell'abitato i resti della torre, detta "Saracena", mentre a Sottana gli scarsi resti delle parti murarie nei pressi del borgo.

### Aree naturali
Nel territorio comunale di Sassello è presente e preservato un sito di interesse comunitario, proposto dalla rete Natura 2000 della Liguria, per il suo particolare interesse naturale e geologico. Il sito è condiviso tra i comuni di Sassello e Pontinvrea, tra la piana del torrente Erro e la foresta di pino nero della Deiva. Tra la flora sono segnalate la presenza delle orchidee, dell'ontano nero e la felce di Maranta; tra le specie animali l'uccello biancone e, tra i pesci, lo scazzone, la lasca, il vairone e il barbo.

## Società

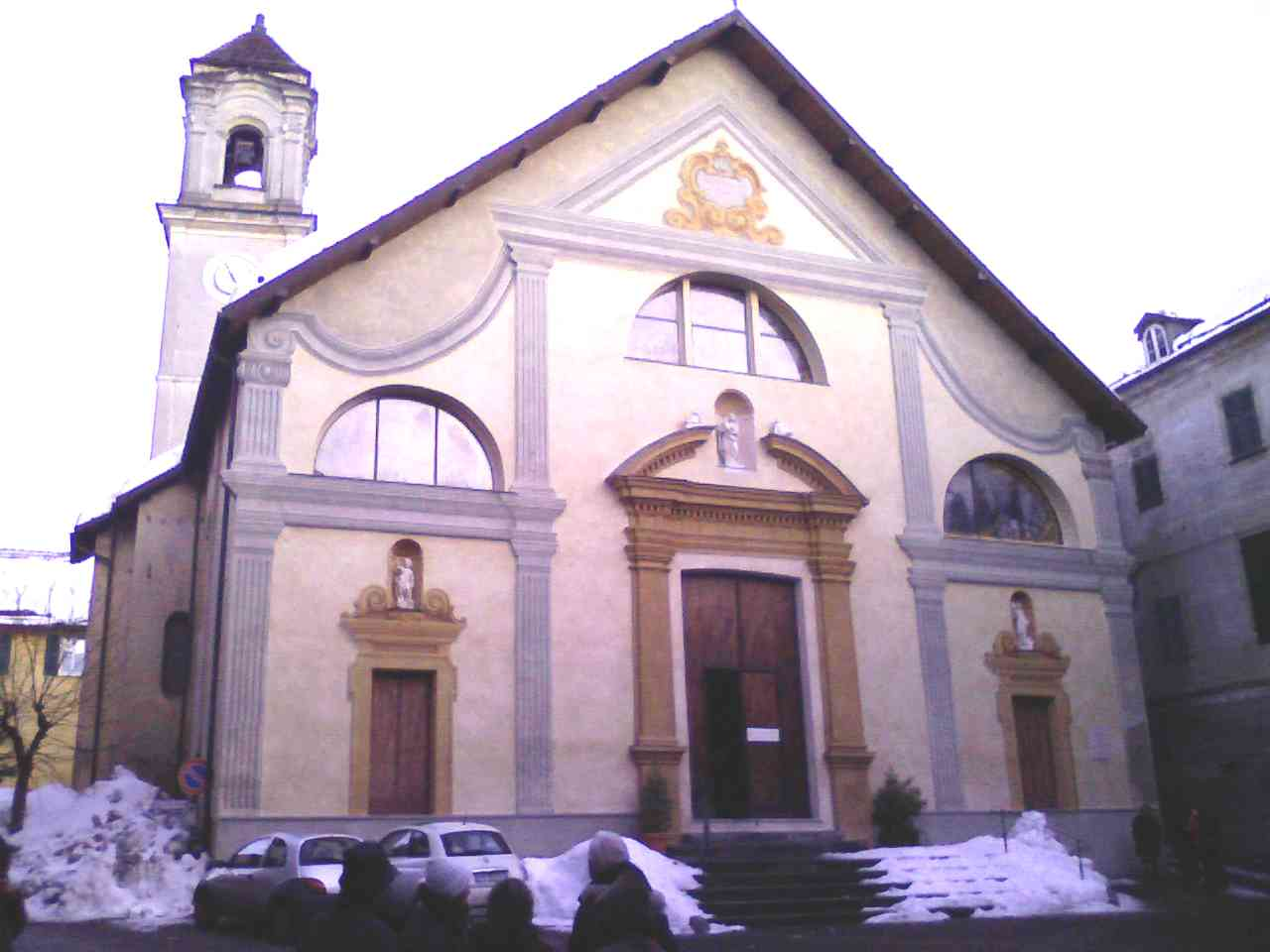
La basilica dell'Immacolata Concezione

### Evoluzione demografica
Abitanti censiti

### Religione
Il comune ha dato i natali alla beata Chiara Luce, che ivi nacque nel 1971 ed è sepolta nel locale cimitero.

### Etnie e minoranze straniere
Secondo i dati Istat al 31 dicembre 2019, i cittadini stranieri residenti a Sassello sono 94, così suddivisi per nazionalità, elencando per le presenze più significative:
1. Romania, 47

## Cultura

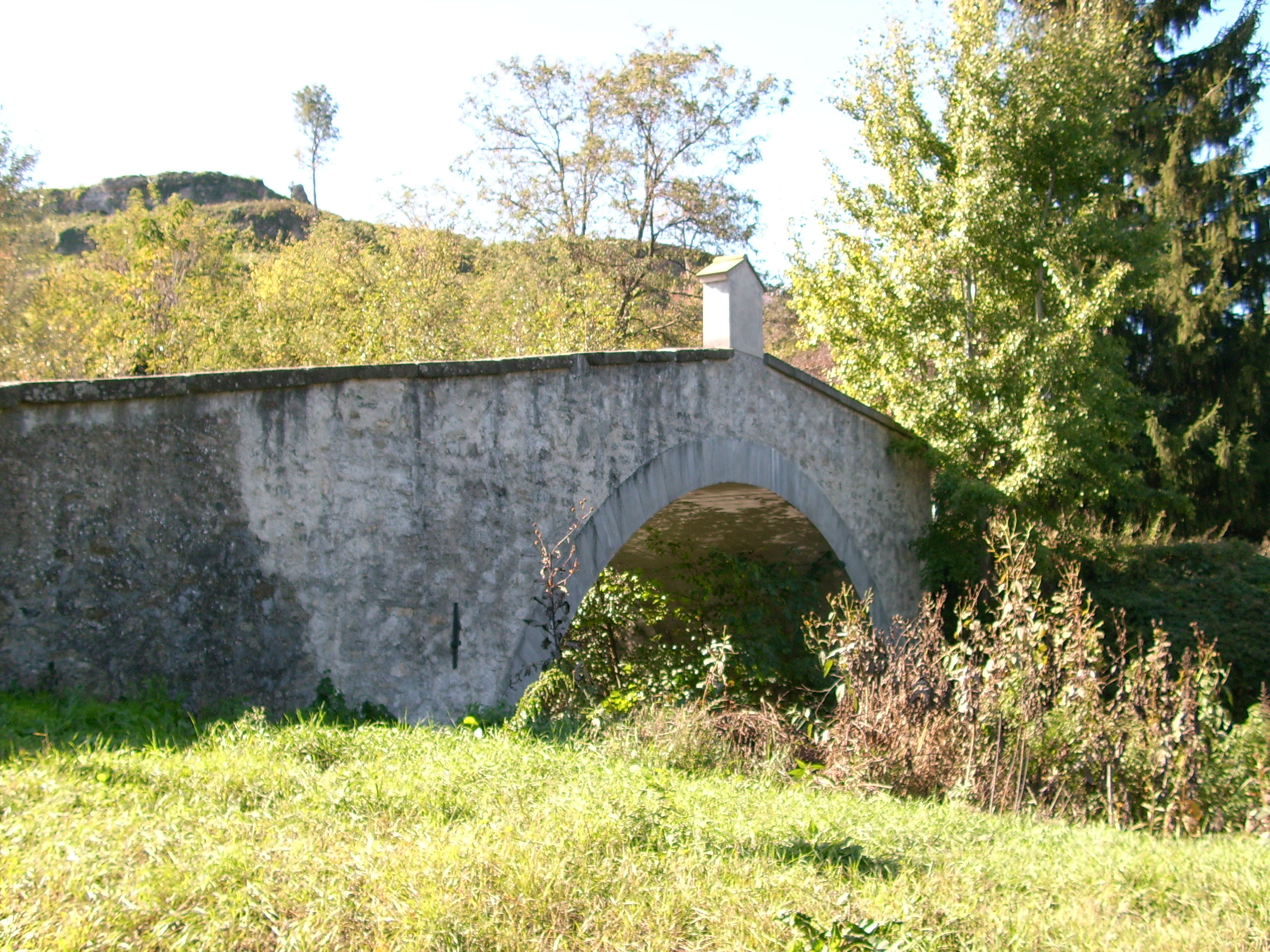
Il ponte medievale

### Istruzione

#### Musei
All'interno del museo "Perrando" - aperto al pubblico il 17 settembre del 1967 nell'omonimo palazzo del centro storico sassellese - sono conservati alcuni reperti archeologici provenienti dal territorio locale, oltre ad una notevole collezione di dipinti. Tra le opere esposte quelle dei pittori come Alessandro Magnasco (Crocifisso con frate), Luca Cambiaso, Domenico Piola (I santi Antonio da Padova e Giovanni Battista) e Giuseppe Pellizza da Volpedo.
È presente inoltre una raccolta di ceramiche, caratteristiche della provincia savonese, del Seicento e del Settecento, così come una sezione dedicata alle fabbriche di amaretti, ed infine un plastico rappresentante gli antichi mestieri figurato con i famosi macachi delle Albisole.

### Cucina

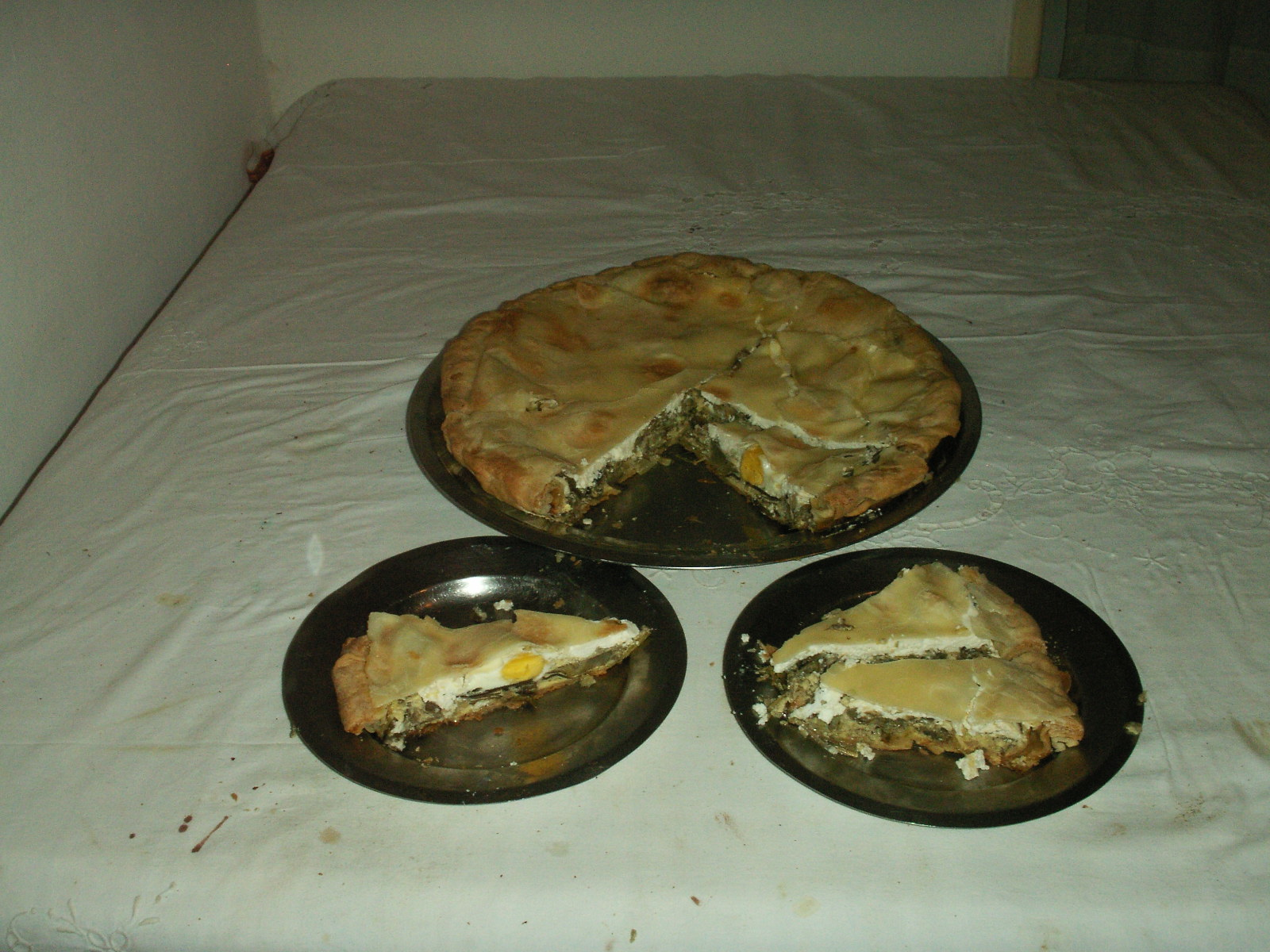
Torta pasqualina

Il paese è conosciuto per la produzione del biscotto amaretto (Amaretto morbido di Sassello) di pasta alle mandorle ed armelline (la parte interna del nocciolo delle albicocche), una ricetta risalente al XIX secolo e che annualmente viene festeggiato in una sagra a tema. La tradizione culinaria contadina riporta numerose ricette a base di funghi che costituiscono il patrimonio gastronomico del paese. I salumi e la carne di pregio sono apprezzati e oggetto di acquisti da parte dei turisti. Tra i piatti della cucina locale si ricorda la cacciagione (cinghiale, capriolo, lepre e fagiano) e la torta pasqualina, particolare torta salata di verdure e uova che si prepara in periodo pasquale.

### Eventi

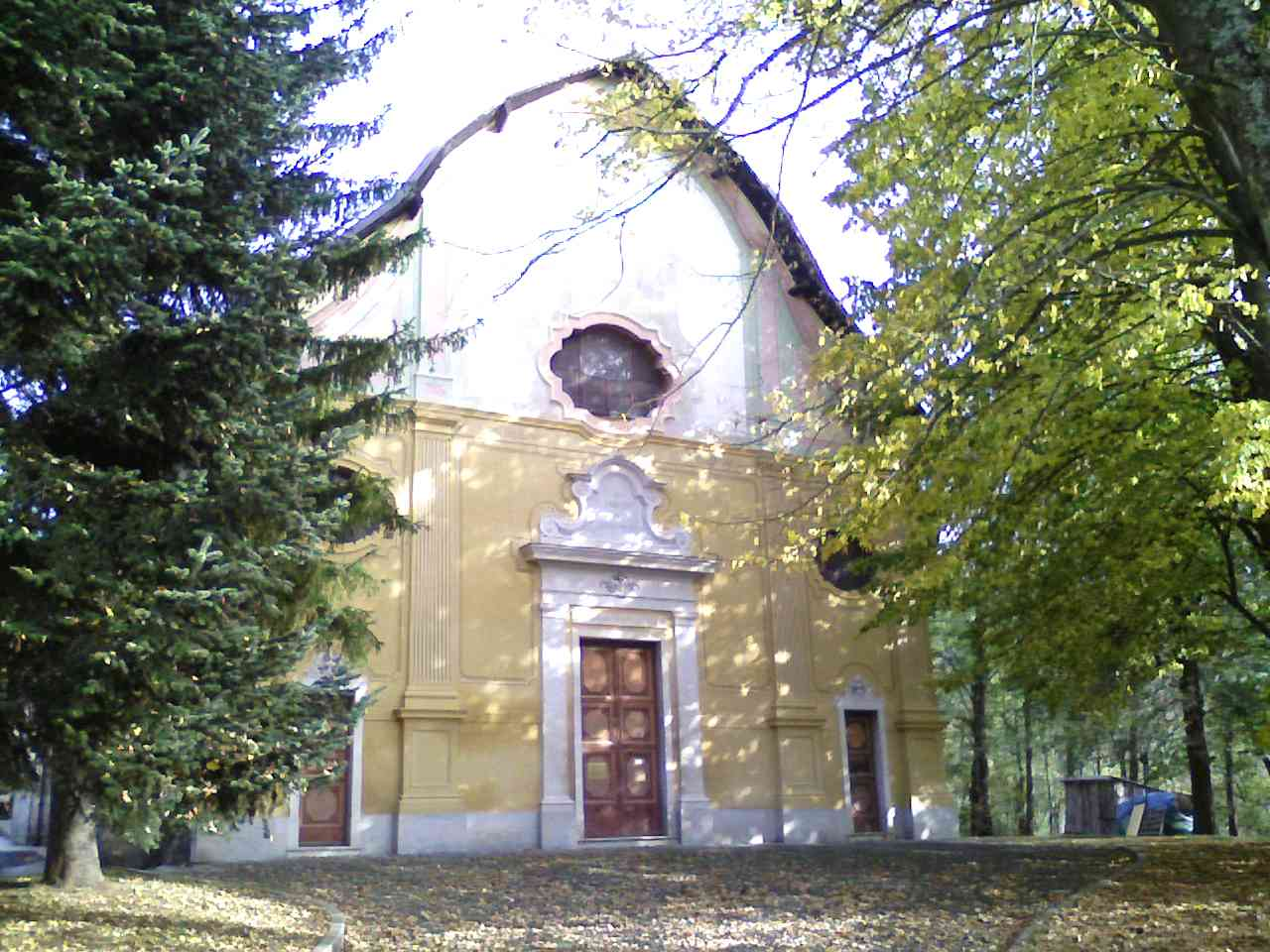
La chiesa di San Giovanni Battista

Ogni anno in occasione della festa del Corpus Domini si svolge l'infiorata, durante la quale le vie e le piazze del centro storico di Sassello vengono addobbate con disegni ispirati a soggetti religiosi mediante l'uso di migliaia di petali colorati.

## Geografia antropica
Il territorio comunale, oltre il capoluogo, è costituito dalle tre frazioni di Maddalena, Palo e Piampaludo per una superficie territoriale di 100,66 km2. Fanno altresì parte del territorio le principali località di Alberola, Badani, La Carta, Pratovallarino e Veirera.
Confina a nord con il comune alessandrino di Ponzone, a sud con Stella, Varazze, Cogoleto (GE) e Arenzano (GE), ad ovest con Pareto (AL), Mioglia e Pontinvrea, ad est con Urbe e Genova.

## Economia

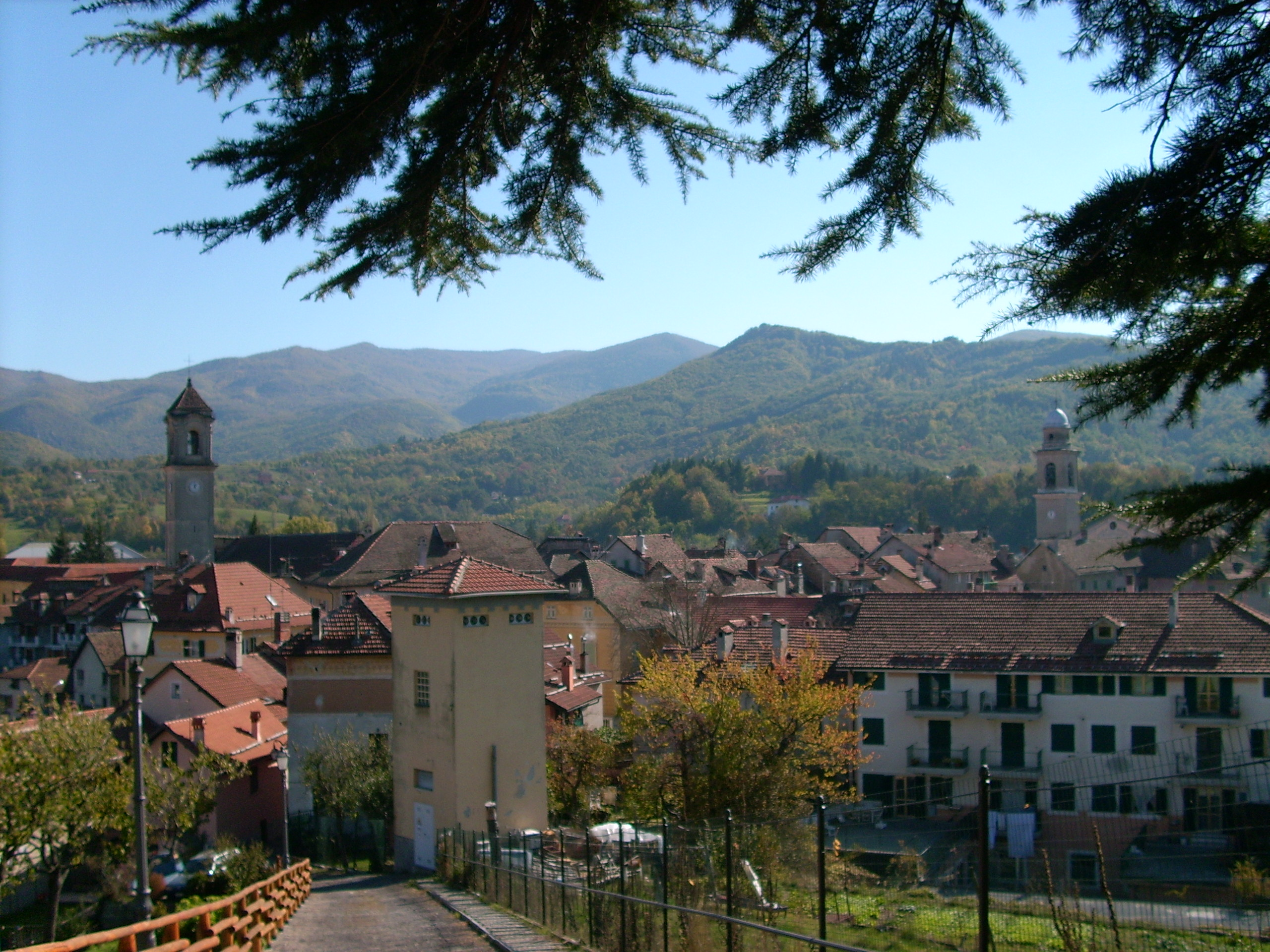
Veduta del paese

Grazie alla notevole presenza di boschi e pascoli sul territorio sassellese, uno dei più vasti dell'intero comprensorio regionale, ha favorito e sviluppato l'allevamento del bestiame e la coltivazione dei terreni, trasformandole in aree agricole.
Sul territorio crescono i funghi porcini Boletus Edulis, Boletus Aestivalis e Boletus Aereus nei mesi autunnali nei boschi di castagno e rovere delle valli circostanti. La tradizione del "fungo", derivata dalla particolare qualità di questi prodotti del bosco, attira diversi cercatori.
Sono inoltre presenti attività industriali, specie nel settore del legname e del dolciario. Sassello è infatti noto per la produzione locale di amaretti, e canestrelli.
A Sassello si trova, in località Giardinetti, un crossodromo utilizzato anche per competizioni a livello nazionale, inoltre il paese ha ottenuto il riconoscimento Bandiera Arancione del Touring Club Italiano.

## Infrastrutture e trasporti

### Strade
Il centro di Sassello è attraversato principalmente dalla strada statale 334 del Sassello che gli permette il collegamento stradale con Pareto e Ponzone, a nord, e con Pontinvrea e Stella a sud. Altre arterie stradali del territorio sono la provinciale 49 e la provinciale 7.

## Amministrazione

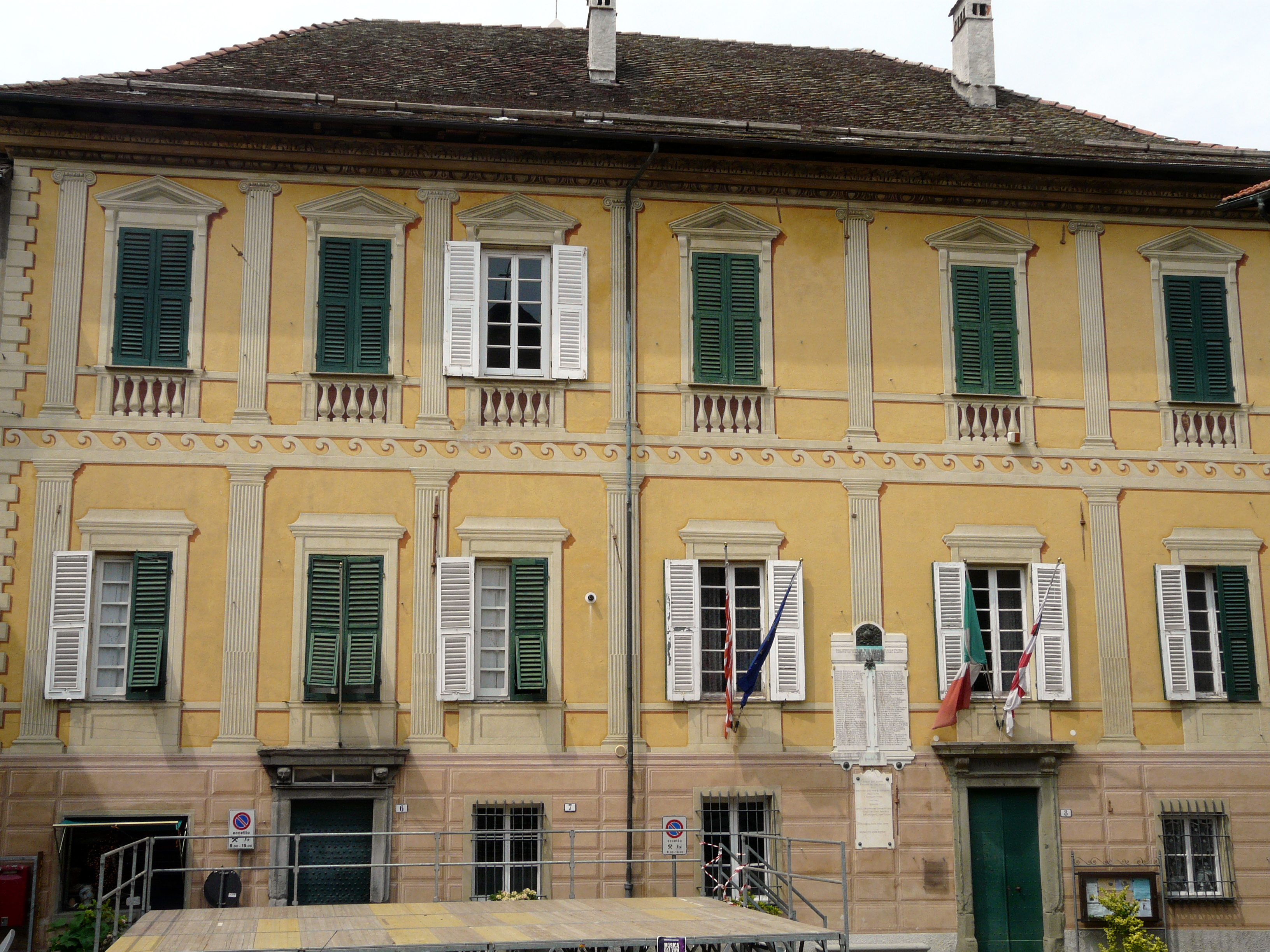
Palazzo Doria-Perrando, sede del municipio.

| Periodo         | Periodo         | Primo cittadino            | Partito                        | Carica         | Note   |
| --------------- | --------------- | -------------------------- | ------------------------------ | -------------- | ------ |
| 17 giugno 1985  | 27 maggio 1990  | Giuseppe Scozzarella       | lista civica                   | Sindaco        |        |
| 27 maggio 1990  | 28 marzo 1992   | Aimone Costa               | Il Ponte (lista civica)        | Sindaco        |        |
| 16 maggio 1992  | 24 aprile 1995  | Monica Abaclat             | lista civica                   | Sindaco        |        |
| 24 aprile 1995  | 14 giugno 1999  | Paolo Badano               | Forza Italia                   | Sindaco        |        |
| 14 giugno 1999  | 14 giugno 2004  | Paolo Badano               | lista civica di centro-destra  | Sindaco        |        |
| 14 giugno 2004  | 8 giugno 2009   | Dino Zunino                | lista civica                   | Sindaco        |        |
| 8 giugno 2009   | 20 ottobre 2012 | Paolo Badano               | Paolo Badano (lista civica)    | Sindaco        | [ 20 ] |
| 9 novembre 2012 | 27 maggio 2013  | Marco Di Giovanni          |                                | Comm. straord. | [ 21 ] |
| 27 maggio 2013  | 10 giugno 2018  | Daniele Buschiazzo         | Tramontana (lista civica)      | Sindaco        |        |
| 10 giugno 2018  | 15 maggio 2023  | Daniele Buschiazzo         | Tramontana (lista civica)      | Sindaco        |        |
| 15 maggio 2023  | 29 luglio 2024  | Marco Dabove               | Si amo Sassello (lista civica) | Sindaco        | [ 20 ] |
| 19 agosto 2024  | 26 maggio 2025  | Giorgio Ariberto Moranzoni |                                | Comm. straord. | [ 22 ] |
| 26 maggio 2025  | in carica       | Gian Marco Scasso          | La nuova via (lista civica)    | Sindaco        |        |

### Gemellaggi
- Alquerías del Niño Perdido, dal 2002.

### Altre informazioni amministrative
Sassello fa parte dell'Unione dei comuni del Beigua, di cui ospita la sede.

## Sport

### Calcio
- A.S.D. Sassello, militante nel campionato di Seconda Categoria.